# Fotbal Club FCSB
El Fotbal Club FCSB, conocido como FCSB —referido también, como Steaua de Bucarest—, es un club de fútbol rumano del barrio de Ghencea, en Bucarest. Es el club más exitoso de Rumanía tanto a nivel nacional, con 28 títulos de Primera División, como internacional, siendo el primer club de Europa del Este en ganar en 1986 la Copa de Europa tras derrotar en la final al FC Barcelona y en 1987 la Supercopa de Europa tras vencer al Dinamo de Kiev. También fue subcampeón de Europa en 1989, subcampeón de la copa intercontinental de 1986 y semifinalista de la Copa de la UEFA en 2006.
El club fue conocido históricamente como el club deportivo del ejército rumano. No obstante, el FC Steaua Bucarest se separó formalmente de la sociedad deportiva CSA Steaua Bucarest en 1998 y sólo mantiene vínculos con el ejército por la tradición histórica que lo une a éste, así como el recinto en el que ejerce de local, el Stadionul Ghencea, que si bien aún pertenece al Ministerio de Defensa Nacional de Rumanía, fue entregado en concesión al club de fútbol por un período de 49 años. Pese a todo, a día de hoy y tras la reconstrucción en 2021 del Stadionul Steaua (nuevo nombre del feudo de Ghencea) éste sólo es usado por el refundado CSA Steaua Bucarest y, en alguna ocasión, por la Selección de fútbol de Rumanía, quedando para uso exclusivo del FCSB y del Dinamo Bucarest el Arena Națională, donde también disputa sus partidos la selección rumana.
El Steaua ha pasado toda su historia en la máxima categoría del país (la Liga I), y ha terminado por debajo del sexto puesto en sólo cinco temporadas. En un principio, el club jugó con los colores de la bandera tricolor rumana —azul, amarillo y rojo— pero el amarillo pronto perdió importancia y el equipo llegó a ser asociado con los colores rojo y azul. Sus clásicos rivales son el Rapid Bucarest y el Dinamo Bucarest, siendo este último con quien disputa el Clásico del fútbol rumano.
En diciembre de 2014 la justicia rumana le prohíbe al club lucir el escudo y el nombre que venía usando hasta esa fecha, Fotbal Club Steaua București, pasando a la denominación que mantiene en la actualidad, FCSB, conservando así las iniciales del antiguo nombre.

## Historia

### 1947-1956: Nacimiento

Gheorghe Constantin, icono del Steaua en la década de 1960.

El 7 de junio de 1947, por iniciativa de varios oficiales de la Casa Real Rumana, fue fundado el primer club deportivo del ejército mediante un decreto firmado por el General Mihail Lascăr. En sus inicios el club recibió el nombre de ASA Bucarest y contaba con siete secciones deportivas, incluyendo al fútbol que era dirigido por el entrenador Coloman Braun-Bogdan. En 1948, mediante la orden 289 del Ministerio de Defensa Nacional, el ASA cambió su nombre a CSCA.
Al año siguiente, el club obtuvo su primer título, la Copa de Rumania, tras derrotar en la final al CSU Cluj por 2 tantos a 1. Luego de cambiar su nombre a CCA en 1950, el club ganó sus primeros títulos de liga en los años 1951, 1952 y 1953, consiguiendo además la Copa en las temporadas 1951 y 1952. Durante este periodo el CCA recibió el apodo de Echipă de aur (en español Equipo de oro). En 1956, en un partido frente a Yugoslavia jugado en Belgrado, la selección de fútbol de Rumania estuvo compuesta exclusivamente por jugadores del CCA, resultando ganador el combinado rumano por 1 a 0. Ese mismo año, el CCA, dirigido por Ilie Savu, fue el primer club de Rumania en emprender una gira por Inglaterra, en la que obtuvo notables resultados frente a oponentes como Luton Town FC, Arsenal FC, Sheffield Wednesday FC y Wolverhampton Wanderers FC.

### 1956-1984: CCA Equipo de oro

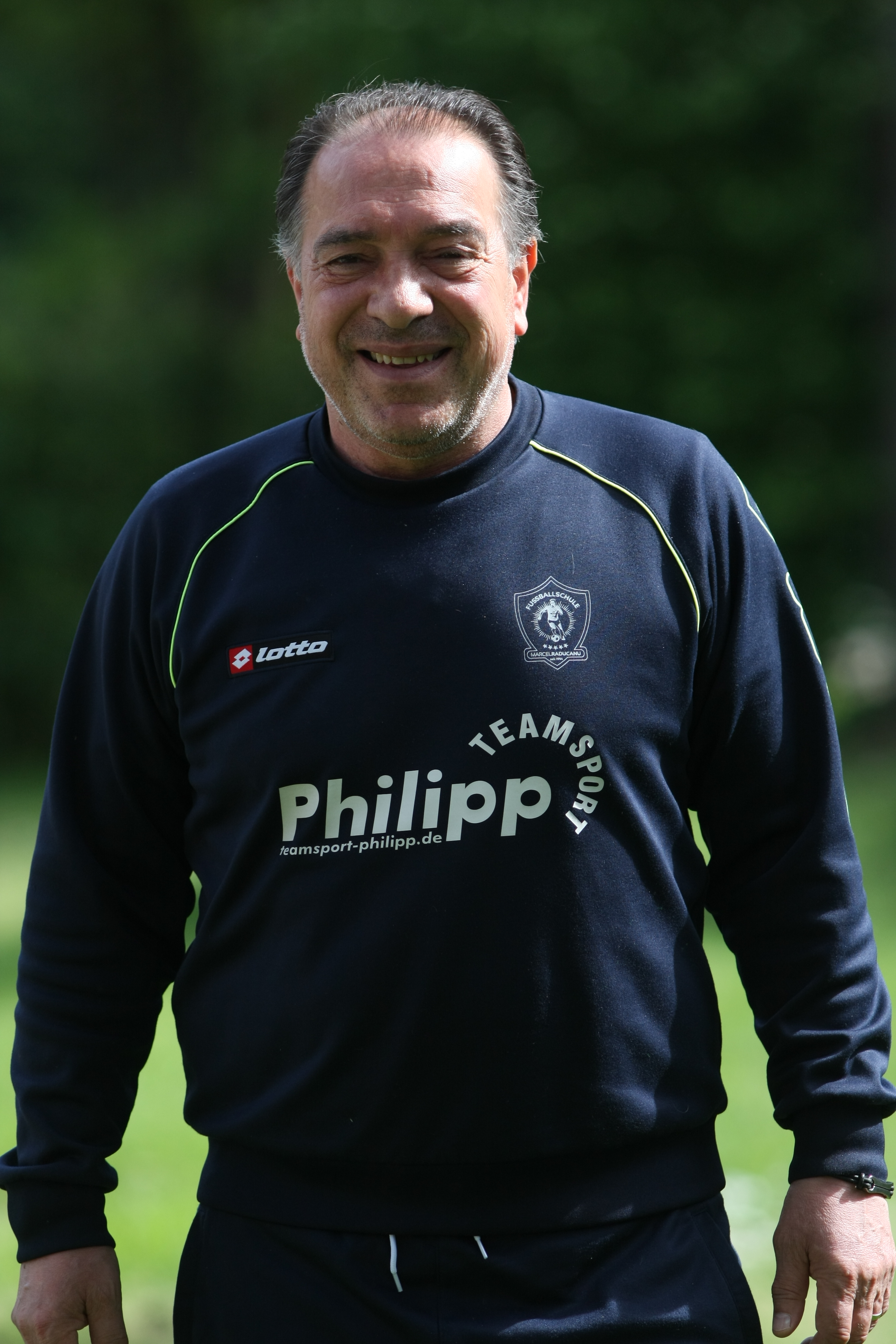
Marcel Răducanu, ídolo de los años 1970

A fines de 1961, el CCA modificó su nombre definitivamente a CSA Steaua, la palabra rumana para estrella, en referencia a la presencia, al igual que otros equipos ligados a las fuerzas armadas en Europa del este, de una estrella roja en su escudo. Durante las siguientes dos décadas el Steaua obtuvo resultados irregulares, alcanzando únicamente los títulos de liga en las temporadas 1967–68, 1975–76 y 1977–78. No obstante lo anterior, se consagró campeón de la Copa de Rumania en 9 ocasiones, ganándose el apodo de Specialistă a Cupei (en español Especialistas de la Copa). En este periodo el club inauguró además el Stadionul Ghencea con un encuentro amistoso frente al OFK Belgrado, el 9 de abril de 1974. Hasta dicha fecha, el Steaua había jugado como local en alguno de los dos estadios multideportivos más grandes de Bucarest, Republicii y 23 August.

### 1984–1990: Campeones de Europa
Bajo la conducción técnica de Emerich Jenei y Anghel Iordănescu (este último como asistente), el Steaua realizó una inesperada temporada 1984-85 al consagrarse campeón de la liga luego de seis años. La temporada siguiente, el club se transformó en el primer equipo rumano en alcanzar la final de Copa de Europa, en la que se impuso al Fútbol Club Barcelona, luego de igualar sin goles durante 120 minutos, por 2 a 0 desde los lanzamientos penales, definición en la que destacó el portero Helmuth Duckadam al conseguir atajar los cuatro lanzamientos ejecutados por el equipo español. De este modo el Steaua se convirtió en el primer club de Europa del este en alcanzar el máximo título continental. Luego debió jugar la final de la Copa Intercontinental contra River Plate, con quien cayo por 0-1. Adicionalmente, en 1987 el Steaua obtuvo la Supercopa de Europa 1986 tras imponerse al Dinamo de Kiev por 1 a 0, con gol de Gheorghe Hagi.

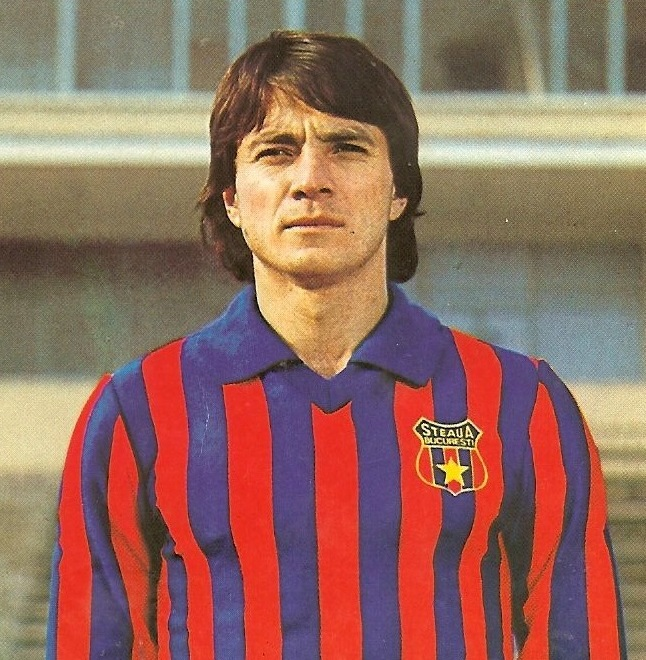
Tudorel Stoica capitán del equipo entre 1982 y 1989.

Durante el resto de década de 1980, el Steaua continuó realizando buenas actuaciones en el ámbito internacional, alcanzando las semifinales de la Copa de Europa en la temporada 1987-88 y la final en 1989, en la que cayó ante el AC Milan por 4 tantos a 0. En tanto que en plano nacional obtuvo otros cuatro campeonatos de liga (1985–86, 1986–87, 1987–88, 1988–89) y cuatro copas nacionales (1984–85, 1986–87, 1987–88, 1988–89). Además, desde junio de 1986 a septiembre de 1989, el club permaneció invicto por 104 partidos consecutivos por el campeonato rumano, marcando de este modo un récord mundial que solo fue superado en 1994 por el ASEC Abidjan de Costa de Marfil, aunque aún constituye el invicto más prolongado logrado por algún club europeo.
Con la apertura económica que trajo consigo la Revolución rumana de 1989, varios jugadores que habían brillado en el Steaua durante los años 1980 emigraron hacia otros clubes de occidente. No obstante, el club se recuperó rápidamente y obtuvo seis campeonatos de forma consecutiva entre la temporada 1992-93 y 1997-98, igualando de este modo lo hecho por el Chinezul Timişoara en la década de 1920, además de otras tres Copas de Rumania en las temporadas 1995-96, 1996-97 y 1998-99. A nivel internacional, alcanzó la fase de grupos de la Liga de Campeones de la UEFA en tres ocasiones entre 1994-95 y 1996-97, siendo, a la fecha, el único club rumano en participar en esta competición.

### 1998-presente: Adquisición deGeorge Becali
En 1998, el club de fútbol se desligó completamente del CSA Steaua, cambiando su nombre a FC Steaua Bucarest y pasando a ser administrada por el empresario Viorel Păunescu. No obstante, la administración de Păunescu obtuvo pobre resultados y al poco tiempo el club se encontró sumido en deudas. A fin de solucionar esto, se ofreció, al también empresario, George Becali el puesto de vicepresidente, en espera de que este invirtiera en el club. En 2002, Becali se convirtió en accionista mayoritario y transformó al club en una compañía pública en enero de 2003. A causa de su controvertido carácter, la mayor parte de los aficionados del Steaua se han mostrado contrarios a Becali.
A nivel deportivo, el club logró clasificar a la fase de grupos de la Copa de la UEFA 2004-05, siendo el primer equipo rumano en integrar el cuadro final de una competición europea desde 1993. La temporada siguiente logró avanzar hasta las semifinales de la Copa de la UEFA, donde cayó frente al Middlesbrough FC gracias a un gol de último minuto, además de clasificar a la Liga de Campeones de la UEFA después de diez años. En la temporada 2007-08 el Steaua consiguió clasificar a la fase de grupos de la Liga de Campeones. En el plano local, obtuvo dos nuevos títulos de liga en 2004-05 y 2005-06, la Supercopa de Rumanía en 2006, y recientemente la Copa de Rumania en el 2010-11 este último el título número 51 de su historia.
En 2022 George Becali impuso en el club que no se ficharían futbolistas vacunados.

### Controversias históricas

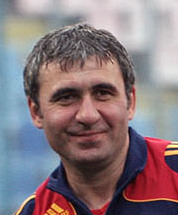
Gica Hagi, otra importante figura del club en los años 80.

A lo largo de la historia del Steaua se han sucedido diversas situaciones polémicas con respecto al pasado del club y su apropiación por parte del ejército rumano antes de la Revolución de 1989, otras como la fundación del club, su actividad en la Liga I, los medios de transferencia de jugadores y la participación de la familia Ceauşescu en la vida del equipo durante la década de 1980.
El club fue fundado como ASA Bucarest por el Ejército Real rumano el 7 de junio de 1947. Los debates sobre esta cuestión se refieren a la forma de gobierno de Rumania, frente a los argumentos que, por un lado, el gobierno estaba en su mayoría formado por comunistas y, por otro lado, que el país todavía era una monarquía constitucional, con el rey en calidad de Comandante Supremo del Ejército rumano. Sin embargo, al comienzo de su primera temporada, a pesar de suponer asistir a un play-off de ascenso a Liga II, el Carmen Bucarest fue disuelto por razones políticas y su lugar en Liga I fue ocupado por el ASA Bucarest. Posteriormente, el equipo nunca descendió de categoría y actualmente es uno de los dos equipos que han jugado siempre en primera división junto con el Dinamo Bucarest.
Los jugadores fichaban por el club mediante la organización de actividades deportivas dentro de los antiguos países comunistas. A partir de 1947, el nuevo gobierno comunista estableció normas que indicaban que cada asociación deportiva iba a estar vinculada a una determinada forma de sindicato o de una institución gubernamental, de forma similar a las sociedades deportivas soviéticas. Como el fútbol profesional fue abolido, por lo tanto, los jugadores se movían entre los equipos como los acuerdos entre las instituciones de clubes de gobierno, y no como operaciones regulares de economía de mercado. Al ser el club del Ejército, varios jóvenes jugadores talentosos se verían tentados por el Steaua a unirse a sus filas, que tiene las ventajas de la mejora de condiciones garantizadas por el club, la oportunidad de una carrera más productiva y también, entre otros, de estar exento del servicio militar obligatorio. Gica Hagi fue fichado por esta vía desde el FC Sportul Studenţesc, también de Bucarest, para el partido de la Supercopa de Europa de 1987 con SK Dinamo Kiev y luego continuó, en su voluntad, jugando para el Steaua, a pesar de la oposición de su antiguo club. Sin embargo, otro ejemplo famoso es también el de Gheorghe Popescu, fichado en 1988 procedente del FC Universitatea Craiova, al parecer sin el consentimiento del club o del jugador y que regresó a su antiguo club después de una temporada.
Aproximadamente durante la segunda mitad de la década de 1980 y también los últimos años del régimen comunista en Rumanía, el hijo adoptivo del dictador Nicolae Ceauşescu, Valentin, estaba muy involucrado en la vida del equipo. A pesar de las acusaciones de favorecer al club a nivel nacional mediante la transferencia de los mejores jugadores del país y de facilitar su quinto título consecutivo del campeonato de liga mediante arreglos con árbitros o equipos rivales, Valentin Ceauşescu declaró en una entrevista que no había hecho otra cosa que proteger a su equipo favorito de la esfera de influencia del rival, el Dinamo Bucarest, equipo propiedad del Ministerio del Interior. Se sabe relativamente poco, sin embargo, del papel de Valentin Ceauşescu en la historia del Steaua. Las polémicas sobre sus métodos poco éticos aún no han sido probadas, y, en consecuencia, el tema sigue siendo objeto de debate.

## Simbología

### Escudo
Al momento de la fundación del ASA Bucarest, el 7 de junio de 1947, el club no contaba con un escudo o insignia oficial. Cuando el gobierno comunista asumió el control total de Rumanía, el 30 de diciembre de 1947, el Ejército Real se transformó en el Ejército Popular de Rumanía y el ASA pasó a ser administrado por este último. Inspirado por el Ejército Rojo, el nuevo ministro de defensa decidió crear un emblema para el club, junto con cambiar su nombre a CSCA, el cual consistía en una letra A inscrita en una estrella roja (símbolo del Ejército Rojo) sobre un fondo circular azul.

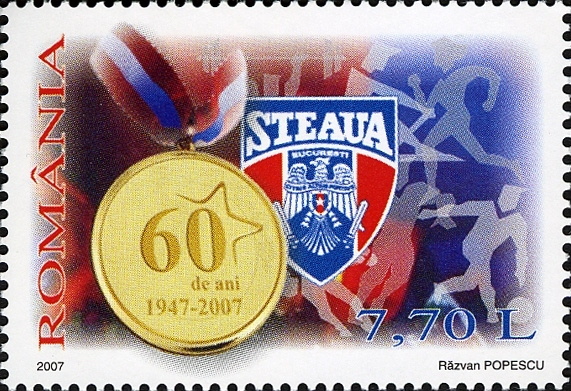
Sello conmemorativo del club con motivo del 60 aniversario. El escudo que aparece es el de la sociedad deportiva Steaua y el que llevó el equipo de fútbol entre 1991 y 1998.

Dos años más tarde, el cambio de nombre del club a CCA trajo consigo un nuevo emblema, el que consistió en una estrella roja, con las iniciales CCA grabadas en su interior, rodeada por una corona de laurel. Con el cambio de denominación definitivo del club a Steaua en 1961, el
emblema fue nuevamente modificado, optándose por un escudo que estaba constituido por un fondo a franjas rojas y azules con una estrella dorada en el centro, a fin de simbolizar los colores de la bandera de Rumania. Dicho emblema fue mantenido hasta 1974, año en el que fue rediseñado una vez que el equipo se trasladó al Stadionul Ghencea.
Tras la Revolución rumana de 1989, en 1991 el ejército decidió romper todos los vínculos que la unían al antiguo régimen comunista, para ello el CSA Steaua cambió por última vez su emblema incluyendo la imagen de una águila, la cual también está presente en el escudo de armas del Ministerio de Defensa y en el escudo nacional de Rumania. Cuando el FC Steaua su separó formalmente del de la sociedad deportiva en 1998, el club añadió dos estrellas amarillas sobre el escudo del CSA Steaua en referencia a los 20 títulos de liga obtenidos, junto con la especificación Fotbal Club.
En 2003 la directiva del club, dirigida por George Becali, decidió retornar al emblema utilizado entre 1974 y 1991, aunque manteniendo las dos estrellas amarillas en la parte superior. El acrónimo del nombre FCSB se conoció como Faci Ce Spune Becali (Haces lo que dice Becali en rumano).
La justicia rumana, a través de una denuncia del Ministerio de Defensa que se oponía a que el club continuase portando sus signos característicos, despojó al Steaua de su escudo, nombre oficial y uniforme que llevaba usando desde su fundación en 1947, en una sentencia publicada en diciembre de 2014. El ministerio aseguraba que se negaba a que la marca y valores del club "se traspase de modo abusivo e ilegal a un grupo privado", en referencia a su propietario George Becali, encarcelado en ese momento. Posteriormente el club pudo recuperar su nombre y sus colores tradicionales, pero no el escudo, que tuvo que ser rediseñado con las siglas FCSB —Fotbal Club Steaua de Bucarest—. Durante varios partidos el club no lució escudo y jugó con camisetas neutrales amarillas. El Steaua disputó, hasta el momento, su último partido oficial con el escudo tradicional del club el 11 de diciembre de 2014 en un partido de Europa League ante el Dinamo de Kiev.

## Indumentaria
Durante su primera temporada, 1947–48, el uniforme del club buscó representar los colores de la bandera de Rumania, vale decir camiseta a franjas verticales rojas y amarillas y pantalón azul. A comienzos de la siguiente temporada, y tras el cambio de denominación de la Armada Real a Armada Popular de Rumania, el amarillo fue gradualmente dejado de lado, hasta llegar a los colores oficiales que acompañan al club hasta la actualidad: el rojo y el azul.
Si bien, a lo largo de su historia, el Steaua nunca ha tenido un modelo de uniforme definitivo, comúnmente este ha consitido en una camiseta roja, pantalón azul y medias rojas. Sin embargo, han existido varias variaciones, entre las que se cuentan uniformes totalmente rojos, totalmente azules y camisetas a franjas verticales rojas y azules durante los años 1960 y 1970. Otras combinaciones de colores han sido raramente utilizadas, entre estas excepciones se cuentan el uniforme totalmente blanco utilizado, por única vez en su historia, en la final de la Copa de Europa 1985-86, el uniforme alternativo amarillo y rojo utilizado en la temporada 1999-00 y el tercer uniforme amarillo y negro usado en la temporada 2005–06.
El uniforme titular de la temporada 2008–09, al igual que el utilizado la temporada anterior, consistió en una camiseta listada roja y azul y pantalón y medias rojas, mientras que el uniforme alternativo fue totalmente azul.
Actualmente, la equipación del Steaua está fabricado por Nike, que fue contratado en el 2002, después de una larga asociación con adidas. En 1988, el Steaua fue el primer equipo de fútbol rumano que firmó un patrocinio para mostrar en su camiseta publicidad de una empresa occidental, Ford. El club logró otros patrocinadores a partir de entonces, como Castrol, Philips, CBS, Bancorex (inicialmente BRCE), Dialog (actualmente Orange), BCR y RAFO. En septiembre de 2007, el club firmó con CitiFinancial un contrato de un año valorado en 1,3 millones de euros.
| Primero | (Ver evolución) | Actual |

## Infraestructura

### Estadio
El Steaua disputó los primeros tres partidos de su historia en el desaparecido estadio Venus. Inaugurado en 1931, el estadio tuvo anteriormente como propietario al ASC Venus Bucarest, un club disuelto en 1949. Tras la demolición del Venus, por mandato del régimen comunista, el Steaua ejerció como local en alguno de los dos estadios más grandes de Bucarest, Republicii (construido en 1926) y 23 de agosto (construido en 1953). De esos dos, el estadio 23 de agosto (renombrado posteriormente Lia Manoliu) fue mayormente usado cuando dos encuentros entre clubes de Bucarest fueron programados el mismo día o para duelos por competiciones europeas, mientras que el Republicii se utilizaba para encuentros regulares dentro del campeonato local.
Actualmente, el Steaua ejerce como local en el Stadionul Ghencea, situado en la zona suroeste de Bucarest. Parte del Complexul Sportiv Steaua, fue inaugurado el 9 de abril de 1974, con un encuentro amistoso entre le Steaua y el OFK Belgrado, y constituyó el primer estadio exclusivamente para fútbol construido en la Rumania Comunista.
El estadio fue construido al interior de una antigua base militar por orden del Ministerio de Defensa Nacional y fue usado largamente por el CSA Steaua. Actualmente, a pesar de las presiones de la mesa directiva del FC Steaua, el Ghencea aún es propiedad de la Armada rumana, pero en el año 2006 fue entregado en concesión al club de fútbol por un periodo de 49 años.
La capacidad original del Ghencea fue de 30.000 espectadores. No obstante, en 1991 el estadio sufrió diversas refacciones entre las que se cuentan la instalación de butacas, lo que redujo el aforo a 28.139 espectadores, además de la instalación de un sistema de iluminación artificial y la construcción de un palco.
Tras una segunda remodelación en 2006, que incluyó la renovación del césped, el Ghencea se convirtió en uno de los dos estadios en Rumania, junto al Stadionul Dr. Constantin Rădulescu, calificado para acoger partidos por la Liga de Campeones de la UEFA, siendo un estadio con categoría de tres estrellas de acuerdo al sistema de clasificación de la UEFA. En la actualidad, existen planes para aumentar la capacidad del estadio a 45.000 o 60.000 espectadores.

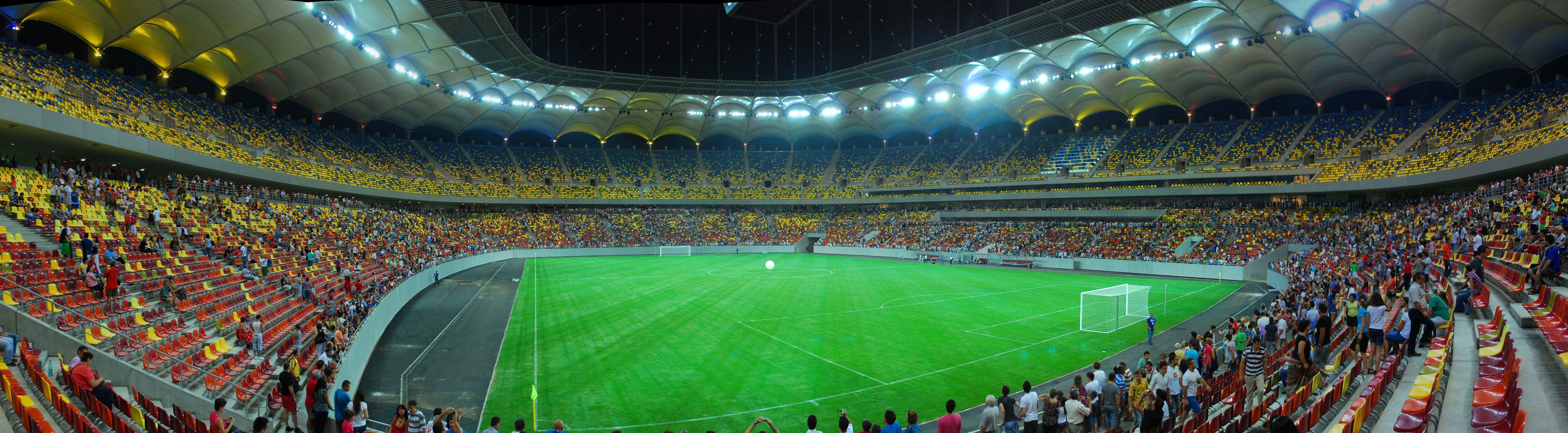
Panorámica de la Arena Națională de Bucarest.

### Otras instalaciones
- Ciutat Esportiva Ghencea en Bucharest

## Rivalidades

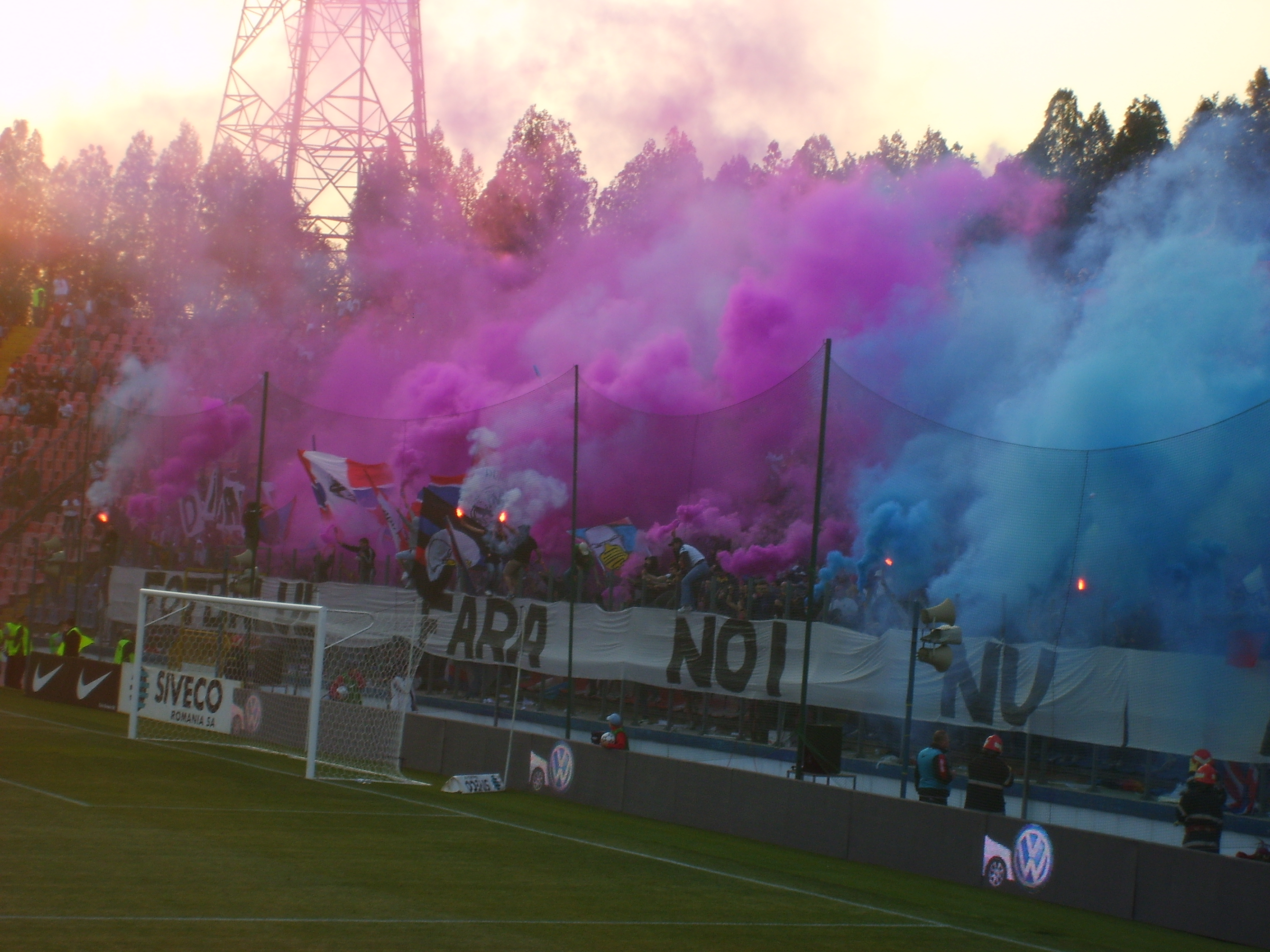
Aficionados del Steaua durante el Marele Derby ante el Dinamo.

El rival tradicional del Steaua es el Dinamo de Bucarest, frente al que disputa el denominado Marele Derby (en español: El Gran Derbi). Esta rivalidad ha constituido el encuentro más importante del fútbol rumano en los últimos 60 años, puesto que tanto el Steaua como el Dinamo son dos de los más populares y ganadores del país. Entre ambos han obtenido 41 títulos de liga (23 el Steaua y 18 el Dinamo), ganando 23 de las últimas 26 temporadas. Tradicionalmente el Marele Derby fue visto como el enfrentamiento entre el Ministerio de Defensa y Ministerio de Asuntos Internos, pues estos gestionaban, respectivamente, al Steaua y al Dinamo.
Desde mediados de los años 1990, a menudo se han producido enfrentamientos violentos entre aficionados de ambos clubes tanto dentro como fuera del estadio. Uno de los momentos más álgidos aconteció en los momentos previos a un partido en 1997, cuando aficionados del Dinamo incendiaron el sector sur, donde habían sido asignados, del Stadionul Ghencea.
Si bien, en el balance histórico del derbi, el Steaua posee ventaja al haber ganado 61 de los 142 partidos jugados a la fecha contra 60 de Dinamo, este último ha acortado la diferencia particularmente gracias a los 18 partidos oficiales, tanto por la liga como por la copa, en los que permaneció invicto entre abril de 1992 y abril del 2000. Del mismo modo, el Steaua permaneció entre, 1992 y 2007, invicto por 15 años jugando frente al Dinamo en condición de local por partidos de liga.
Por otro lado, el Steaua mantiene una fuerte rivalidad con el Rapid Bucarest, en cuyos enfrentamientos, al igual que contra el Dinamo, se han producido graves incidentes entre los aficionados de ambos clubes. La rivalidad cobró aún más fuerza después de que el Steaua eliminase al Rapid en los cuartos de final de la Copa de la UEFA 2005-06 tras un igualado empate a un gol en el marcador global.
El Steaua también mantiene otras rivalidades más leves o históricas con otros equipos fuera de Bucarest como el Universitatea Craiova, Politehnica Timișoara, Petrolul Ploiești y Universitatea Cluj.

## Administración
Tradicionalmente se ha conocido al Steaua como el equipo de la Armada rumana, quien fundó el club en 1947 como una sociedad deportiva y, a la fecha, aún administra el CSA Steaua Bucarest.
La sección de fútbol, sin embargo, en función de las reglas impuestas por la UEFA, se separó del CSA Steaua y privatizó en 1998, pasando a ser administrada por una organización sin fines de lucro llamada AFC Steaua Bucarest, presidida por el empresario Viorel Păunescu.
En enero de 2003, el club se convirtió en una compañía pública, bajo el liderazgo de George Becali, quien en un primer momento adquirió el 51% del paquete accionario del club, para posteriormente adjudicarse el resto y de este modo convertirse en propietario del FC Steaua. En la actualidad Becali no tiene ningún vínculo oficial con el club, ya que poco a poco renunció a sus acciones. Sin embargo, el hecho de que los actuales accionistas, que incluyen varios sobrinos suyos, son personas leales a él y que él todavía está a cargo del Steaua son evidentes. La explicación no oficial de esta situación está representada por la gran cantidad de impuestos sin pagar por la sociedad deportiva que fue propietaria del club, AFC Steaua Bucarest, cuyo pago a la autoridad fiscal se evitó de esta manera mediante la transferencia de sus activos a la nueva empresa formada, mientras que la antigua sociedad deportiva quedó en bancarrota y liquidación.
George Becali es una persona muy controvertida, cuya participación en la vida del club y el equipo ha sido a menudo descrito como autoritario y dictatorial tanto por los medios de comunicación y los aficionados. Entre las decisiones más controvertidas de Becali están la amenaza de vender la marca Steaua hacia la autoridad fiscal tras un escándalo de impuestos no pagados, usar el club para promocionar el Partido de la Nueva Generación Demócrata Cristiano —que él mismo preside—, la prohibición de reproducir música de Queen durante los eventos en el estadio por motivos de las orientaciones sexuales de Freddie Mercury y las continuas destituciones de los entrenadores del primer equipo (culminando con la de Gheorghe Hagi).

### Presidentes
| - 1947-1948: Oreste Alecsandrescu - 1948-1948: Nicolae Petre Draga - 1948-1949: Vasile Mesaroș - 1949-1949: Policarp Dovaăcescu - 1949-1951: Alexandru Florescu - 1952-1953: Edgar Gâță - 1953-1954: Alexandru Florescu - 1954-1954: Ilie Savu - 1954-1958: Ștefan Alexiu - 1958-1961: Ioan Teodorescu - 1961-1964: Aurelian Budeanu - 1964-1975: Maximilian Pandele - 1975-1980: Gheorghe Drăgănescu - 1980-1983: Aurel Ion - 1983-1984: Cornel Oțelea |  | - 1984-1985: Ioan Popescu - 1985-1989: Nicolae Gavrilă - 1989-1990: Constantin Tănase - 1990-1991: Nicolae Gavrilă - 1991-1997: Cornel Oțelea - 1997-1998: Cristian Gațu - 1998-2000: Gheorghe Cernat - 1998-2003: Viorel Păunescu - 2002-2007: Mihai Stoica - 2003-2007: George Becali - 2005-2007: Marius Lăcătuș - 2007-2010: Valeriu Argăseală - 2010-2015: Helmuth Duckadam - 2015-20??: Valeriu Argăseală - 2017-act.: Helmuth Duckadam |

## Afición
De acuerdo a un estudio realizado en junio del 2007, el Steaua Bucarest es el club de fútbol más popular de Rumania con alrededor de un 42% de la preferencias nacional, seguido por el Dinamo, con un 12%, y el Rapid, con un 9%.
La mayor parte de la masa de aficionados del Steaus está concentrada en Bucarest, particularmente en las zonas adyacentes al Stadionul Ghencea, cubriendo toda la mitad sur de la capital rumana, una ciudad dividad geográficamente por el río Dâmboviţa. Adicionalmente, el club tiene una importante base de aficionados al interior del país, donde varias localidades son renombradas por contar con una vasta mayoría de aficionados del Steaua, y en el exterior del mismo, entre los emigrates rumanos.
El movimiento Ultra del Steaua comenzó en 1995, con la conformación de la Armata Ultra (AU), el primer grupo de ultras organizados de Bucarest y el segundo de Rumania, después del Commando Viola Ultra Curva Sud del Politehnica Timișoara. Si bien desde su fundación el grupo aumentó rápidamente su número de miembros, fue disuelto en 2001 debido a problemas internos. Actualmente, la afición del steaua está conformada por distintos grupos, la mayor parte situados en el secto norte del Ghencea, llamado Peluza Nord, entre los que se cuentan Sharks Ferentari, Tineretului Korps, Titan Boys, Núcleo, Gruppo Tei, Skins Berceni, Insurgenţii, Armata 47, Ultras Colentina, Gruppo Est Voluntari, Triada, Roosters, mientras que otros se ubican en el sector sur, Peluza Sud, tales como Ultras, Stil Ostil, Glas, Vacarm, Banda Ultra, entre otros.
En 2006, los aficionados conformaron su propia asociación oficial, que recibe el nombre de AISS (en rumano Asociaţia Independentă a Suporterilor Stelişti, en español Asociación Independiente de Aficionados del Steaua). La AISS fue creada como una entidad legal con el fin de proteger los intereses e imagen de los aficionados del Steaua, además de promover los valores del club.
Un intenso tema de debate en torno a los aficionados del Steaua tiene relación con el racismo. Proviene, principalmente, de su rivalidad con el Rapid Bucarest, cuyos aficionados son a menudo señalados como pertenecientes al pueblo gitano, el asunto ha generado en diversas ocasiones enfrentamientos entre facciones de aficionados del Steaua y el Rapid. Adicionalmente, durante un encuentro de la ronda preliminar de la Liga de Campeones de la UEFA 2005-06 frente al Shelbourne FC se escucharon desde la afición del Steaua cánticos racistas, lo que conllevó, durante la misma temporada europea, la suspensión del campo del Steaua para ejercer como local por un partido.
Durante las temporadas 2005-06, 2006-07 y 2007-08, los incidentes relacionados con los aficionados fueron uno de los principales problemas del club. En 11 ocasiones por la Liga I y 1 por la Copa de la UEFA el club fue castigado con la suspensión de su localía por diversos motivos, entre los que se cuentan la violencia, cánticos rascistas y el uso de bengalas.

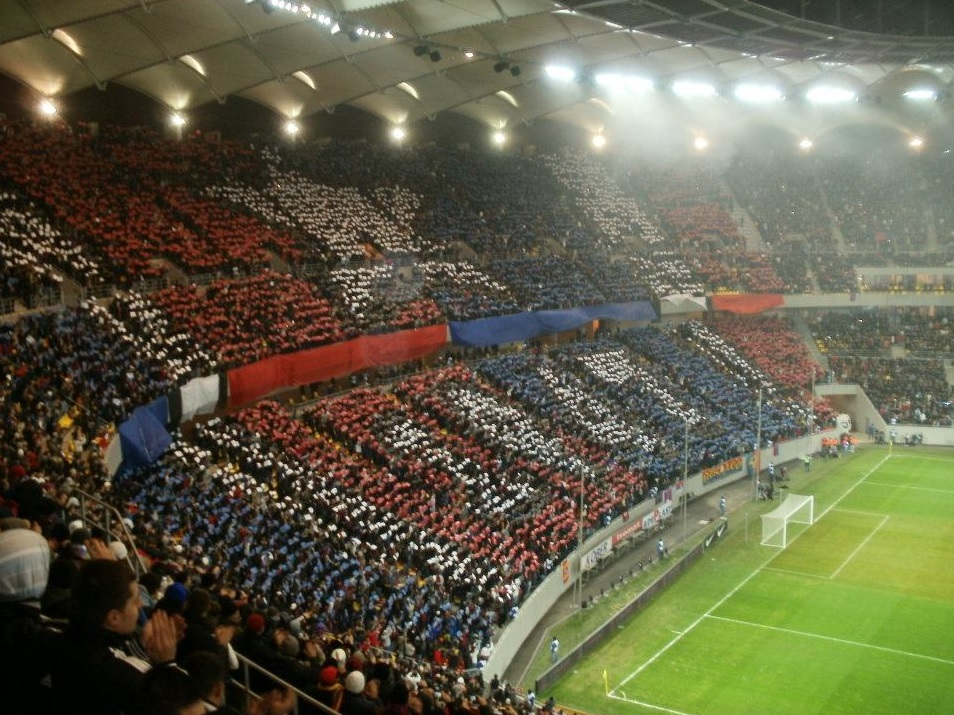
Los tifosi del Steaua en el estadio National de Bucarest.
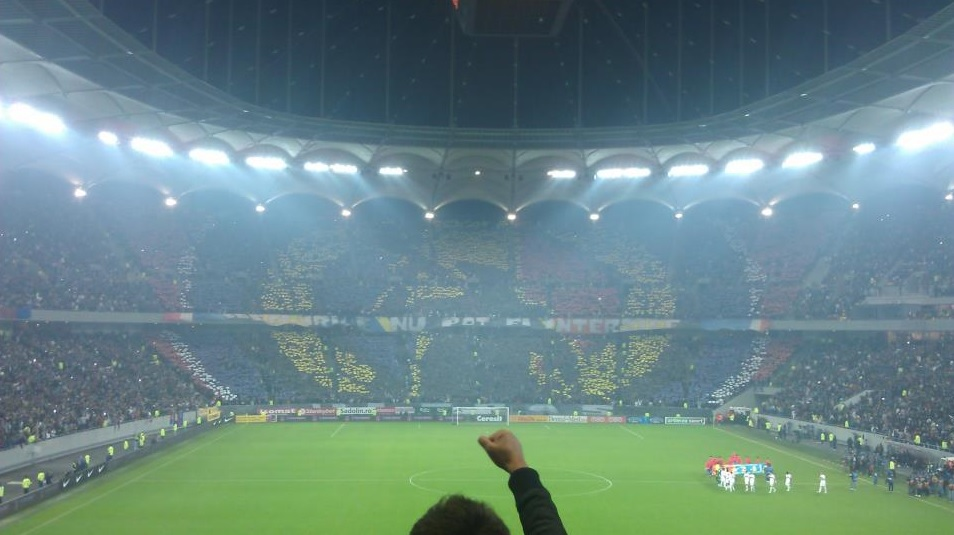
Los tifosi del Steaua en 2012.
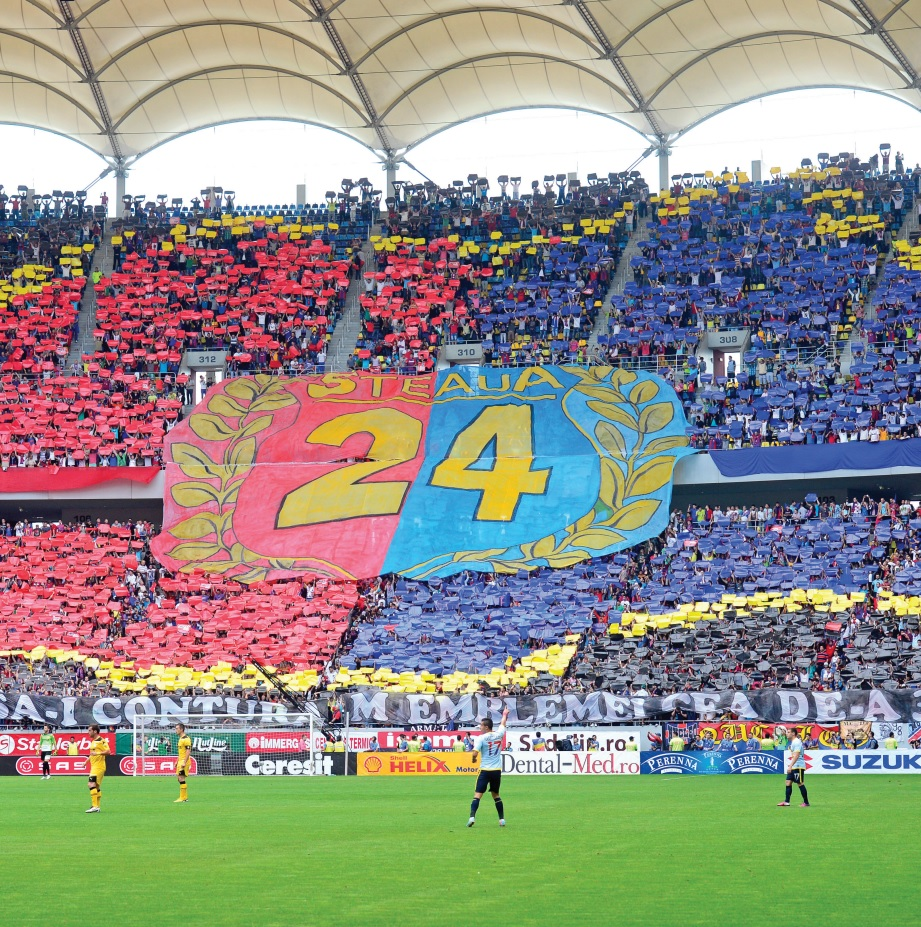
Aficionados del Steaua campeón de Rumanía en 2013.

## Estadísticas
El Steaua es el club más laureado del fútbol rumano. Con 62 temporadas en Liga I, es el único equipo que siempre ha jugado en la primera liga nacional. Al mismo tiempo, el club posee el récord actual del número de campeonatos nacionales (28), copas nacionales (24) y Supercopas nacionales (7). Entre 1993 y 1998, su racha de seis títulos nacionales consecutivos ganados igualó la del Chinezul Timișoara desde la década de 1920. En el plano internacional, s el único equipo rumano que ha ganado trofeos continentales (la Copa de Europa de 1986 y la Supercopa de Europa en 1987) y ha jugado la final de la Copa de Europa en 1986 y 1989.
Durante tres años y tres meses (junio de 1986-septiembre de 1989), el Steaua se mantuvo 104 partidos invictos en liga, estableciendo, en ese momento, un récord mundial y europeo que sigue en pie. También dentro de la liga nacional contó con 112 partidos entre noviembre de 1989 y agosto de 1996 invicto en el Stadionul Ghencea en la Liga I. Su racha de 17 victorias consecutivas en 1988, es otro registro, igual que la realizada por el Dinamo un año después.
Tudorel Stoica es el jugador con más partidos con el Steaua en Liga I, ya que ninguno de los actuales jugadores han entrado en el top 10 hasta la fecha. El máximo goleador de todos los tiempo en liga del club es Anghel Iordănescu con 146 goles. Otros registros son actualmente propiedad de exjugadores como Dorinel Munteanu (más partidos disputados con la selección, con 134) o Gheorghe Hagi (goles marcados con Rumanía, 35, más partidos disputados en competición europea, con 93).
- Temporadas en 1ª: 60.[75]
- Temporadas en 2ª: 0.
- Mejor puesto en Primera División: 1.º
- Mayor goleada conseguida:
  - En campeonatos nacionales: 11-0 a Corvinul Hunedoara en 1988[76]
  - En torneos internacionales: 6-0 a BSC Young Boys en 1979
- Mayor goleada recibida:
  - En campeonatos nacionales: 0-7 de UT Arad en 1947
  - En torneos internacionales: 0-5 de Montpellier HSC en 1990
- Mayor racha sin perder: 104 partidos (1986-1989)[77]
- Máximo goleador en Primera División: Anghel Iordănescu (146 goles)[78]
- Más partidos disputados por Primera División: Tudorel Stoica (368 partidos)[79]
- Portero menos goleado: Dumitru Stîngaciu 776 minutos sin recibir goles (1993)[80]

## Jugadores
Desde su fundación en 1947, el primer equipo del Steaua ha estado compuesto en su mayoría por futbolistas de nacionalidad rumana. Tudorel Stoica es el futbolista que más encuentros oficiales de Liga I disputó en la historia del Steaua de Bucarest, con 368 partidos en dos periodos, 1978-1989 y 1991. Tras Stoica otros jugadores que superaron la barrera de los 300 partidos con la camiseta del Steaua son Marius Lăcătuş (357), Anghel Iordănescu (317) y Iosif Vigu (313). Anghel Iordănescu es, además, el máximo goleador por partidos de Liga I con 146 anotaciones entre 1968 y 1982. Gheorghe Constantin (145), Victor Piţurcă (138) y Florea Voinea son otros de los jugadores que marcaron más de 100 goles por el club. Por otro lado, en lo que respecta a títulos obtenidos, Marius Lăcătuş es el jugador que más campeonatos ha obtenido jugando por el Steaua con 23 títulos (10 de ellos de Liga I), siendo además el jugador que más campeonatos nacionales ha obtenido en la historia del fútbol rumano.

### Plantilla 2025/26
- = Lesionado de larga duración
- = Capitán

## Entrenadores
| Nombre                       | Período                                                                                         | Títulos   | Títulos   | Títulos   | Títulos       | Títulos       | Títulos       | Títulos       | Total |
| Nombre                       | Período                                                                                         | Doméstico | Doméstico | Doméstico | Internacional | Internacional | Internacional | Internacional | Total |
| Nombre                       | Período                                                                                         | LI        | CR        | SR        | UCL           | RCP           | UEFA          | SPC           | Total |
| ---------------------------- | ----------------------------------------------------------------------------------------------- | --------- | --------- | --------- | ------------- | ------------- | ------------- | ------------- | ----- |
| Coloman Braun-Bogdan         | 02.1948–05.1948                                                                                 | 0         | 0         | 0         | 0             | 0             | 0             | 0             | 0     |
| Colea Vâlcov                 | 08.1948–07.1949                                                                                 | 0         | 1         | 0         | 0             | 0             | 0             | 0             | 1     |
| Ferenc Rónay                 | 03.1950–11.1950 09.1953–11.1953 03.1954–06.1954                                                 | 0         | 1         | 0         | 0             | 0             | 0             | 0             | 1     |
| Gheorghe Popescu             | 03.1951–08.1953 08.1958–07.1960 03.1962–07.1962                                                 | 4         | 3         | 0         | 0             | 0             | 0             | 0             | 7     |
| Ilie Savu                    | 09.1954–11.1955 1958 08.1964–06.1967                                                            | 0         | 3         | 0         | 0             | 0             | 0             | 0             | 3     |
| Ştefan Dobay                 | 03.1956–11.1956                                                                                 | 1         | 0         | 0         | 0             | 0             | 0             | 0             | 1     |
| Angelo Niculescu             | 03.1958–06.1958                                                                                 | 0         | 0         | 0         | 0             | 0             | 0             | 0             | 0     |
| Ştefan Onisie                | 09.1960–06.1961 08.1962–11.1963 08.1970–06.1971                                                 | 1         | 1         | 0         | 0             | 0             | 0             | 0             | 2     |
| Eugen Mladin                 | 08.1961–11.1961                                                                                 | 0         | 0         | 0         | 0             | 0             | 0             | 0             | 0     |
| Gheorghe Ola                 | 03.1963–07.1964                                                                                 | 0         | 0         | 0         | 0             | 0             | 0             | 0             | 0     |
| Ştefan Kovács                | 08.1967–07.1970                                                                                 | 1         | 2         | 0         | 0             | 0             | 0             | 0             | 3     |
| Valentin Stănescu            | 08.1971–12.1972                                                                                 | 0         | 0         | 0         | 0             | 0             | 0             | 0             | 0     |
| Gheorghe Constantin          | 03.1973–12.1973 08.1978–06.1981                                                                 | 0         | 1         | 0         | 0             | 0             | 0             | 0             | 1     |
| Constantin Teaşcă            | 03.1974–06.1975                                                                                 | 0         | 0         | 0         | 0             | 0             | 0             | 0             | 0     |
| Emerich Jenei                | 08.1975–06.1978 08.1983–05.1984 10.1984–10.1986 04.1991–12.1991 08.1993–04.1994 10.1998–04.2000 | 5         | 3         | 0         | 1             | 0             | 0             | 0             | 9     |
| Traian Ionescu               | 08.1981–12.1981                                                                                 | 0         | 0         | 0         | 0             | 0             | 0             | 0             | 0     |
| Constantin Cernăianu         | 11.1981–07.1983                                                                                 | 0         | 0         | 0         | 0             | 0             | 0             | 0             | 0     |
| Florin Halagian              | 09.1984–10.1984                                                                                 | 0         | 0         | 0         | 0             | 0             | 0             | 0             | 0     |
| Anghel Iordănescu            | 10.1986–06.1990 08.1992–06.1993                                                                 | 4         | 2         | 0         | 0             | 0             | 0             | 1             | 7     |
| Costică Ştefănescu           | 08.1990–12.1990                                                                                 | 0         | 0         | 0         | 0             | 0             | 0             | 0             | 0     |
| Bujor Hălmăgeanu             | 03.1991–04.1991                                                                                 | 0         | 0         | 0         | 0             | 0             | 0             | 0             | 0     |
| Victor Piţurcă               | 03.1992–06.1992 08.2000–06.2002 10.2002–06.2004 07.2010–08.2010                                 | 1         | 1         | 1         | 0             | 0             | 0             | 0             | 3     |
| Dumitru Dumitriu             | 08.1994–06.1997 05.2005–06.2005                                                                 | 4         | 2         | 2         | 0             | 0             | 0             | 0             | 8     |
| Mihai Stoichiţă              | 08.1997–10.1998 09.2009–05.2010                                                                 | 1         | 0         | 1         | 0             | 0             | 0             | 0             | 2     |
| Cosmin Olăroiu               | 08.2002–10.2002 03.2006–05.2007 05.2011                                                         | 1         | 0         | 1         | 0             | 0             | 0             | 0             | 2     |
| Walter Zenga                 | 08.2004–05.2005                                                                                 | 0         | 0         | 0         | 0             | 0             | 0             | 0             | 0     |
| Oleh Protasov                | 08.2005–12.2005                                                                                 | 0         | 0         | 0         | 0             | 0             | 0             | 0             | 0     |
| Gheorghe Hagi                | 07.2007–09.2007                                                                                 | 0         | 0         | 0         | 0             | 0             | 0             | 0             | 0     |
| Massimo Pedrazzini           | 09.2007–10.2007                                                                                 | 0         | 0         | 0         | 0             | 0             | 0             | 0             | 0     |
| Marius Lăcătuş               | 10.2007–10.2008 01.2009–05.2009 09.2010–03.2011                                                 | 0         | 0         | 0         | 0             | 0             | 0             | 0             | 0     |
| Dorinel Munteanu             | 10.2008–12.2008                                                                                 | 0         | 0         | 0         | 0             | 0             | 0             | 0             | 0     |
| Cristiano Bergodi            | 06.2009–09.2009                                                                                 | 0         | 0         | 0         | 0             | 0             | 0             | 0             | 0     |
| Ilie Dumitrescu              | 08.2010–09.2010                                                                                 | 0         | 0         | 0         | 0             | 0             | 0             | 0             | 0     |
| Sorin Cârţu                  | 03.2011–05.2011                                                                                 | 0         | 0         | 0         | 0             | 0             | 0             | 0             | 0     |
| Gabriel Caramarin (interino) | 05.2011                                                                                         | 0         | 1         | 0         | 0             | 0             | 0             | 0             | 1     |
| Laurențiu Reghecampf         | 08.2002–10.2002 12.2015–05.2017                                                                 | 0         | 0         | 0         | 0             | 0             | 0             | 0             | 0     |
| Constantin Gâlcă             | 06.2014–06.2015                                                                                 | 0         | 0         | 0         | 0             | 0             | 0             | 0             | 0     |
| Nicolae Dică                 | 12.2015 06.2017–12.2018                                                                         | 0         | 0         | 0         | 0             | 0             | 0             | 0             | 0     |
| Mihai Teja                   | 12.2018–                                                                                        | 0         | 0         | 0         | 0             | 0             | 0             | 0             | 0     |
| Total                        | 1947–                                                                                           | 23        | 21        | 5         | 1             | 0             | 0             | 1             | 51    |

## Palmarés
Nota: en negrita competiciones vigentes en la actualidad. Indicado el récord del torneo  y el compartido 

### Torneos Nacionales (62)
| Competiciones nacionales         | Títulos | Subcampeonatos |
| -------------------------------- | --- | --- |
| Liga de Rumania (28/20)          | 1951, 1952, 1953, 1956, 1959-60, 1960-61, 1967-68, 1975-76, 1977-78, 1984-85, 1985-86, 1986-87, 1987-88, 1988-89, 1992-93, 1993-94, 1994-95, 1995-96, 1996-97, 1997-98, 2000-01, 2004-05, 2005-06, 2012-13, 2013-14, 2014-15, 2023-24, 2024-25. | 1954, 1957-58, 1962-63, 1976-77, 1979-80, 1983-84, 1989-90, 1990-91, 1991-92, 2002-03, 2003-04, 2006-07, 2007-08, 2015-16, 2016-17, 2017-18, 2018-19, 2020-21, 2021-22, 2022-23. |
| Copa de Rumania (24/8)           | 1948-49, 1950, 1951, 1952, 1955, 1961-62, 1966-67, 1968-69, 1969-70, 1970-71, 1975-76, 1978-79, 1984-85, 1986-87, 1987-88, 1988-89, 1991-92, 1995-96, 1996-97, 1998-99, 2010-11, 2014-15, 2019-20.                                              | 1953, 1963-64, 1976-77, 1979-80, 1983-84, 1985-86, 1989-90, 2013-14. |
| Supercopa de Rumania (8/6)       | 1994, 1995, 1998, 2001, 2006, 2013, 2024, 2025. | 1999, 2005, 2011, 2014, 2015, 2020. |
| Copa de la Liga de Rumania (2/0) | 2014-15, 2015-16. | |

### Torneos internacionales (2)
| Competiciones internacionales      | Títulos  | Subcampeonatos |
| ---------------------------------- | -------- | -------------- |
| Liga de Campeones de la UEFA (1/1) | 1985-86. | 1988-89.       |
| Supercopa de Europa (1/0)          | 1986.    |                |
| Copa Intercontinental (0/1)        |          | 1986.          |